# Kopaszkutya (album)
A Kopaszkutya  a  magyar Hobo Blues Band blueszenekar tizenkettedik nagylemeze, első filmzenéje a Kopaszkutya című filmből. A lemezt 1981-ben betiltották, így csak 1993-ban tudták kiadni, viszont a filmet nem tiltották be.

## Számok
Zene: Póka Egon és Deák Bill Gyula, (kivéve, ahol külön jelölve van.)

Szöveg: Földes László (Hobo)
1. Kopaszkutya (stúdió változat) – 2:28
2. You Gotta Move (Freddie McDowell) – 2:26
3. Tobacco Road (John D. Loudermilk) – 4:03
4. Bye, bye Johnny (Chuck Berry) – 3:27
5. Farock – 1:55
6. Kőbánya blues – 3:47
7. Belladonna – 3:04
8. Bunkó vagyok – 2:38
9. Édes otthon – 2:51
10. Illatos dal – 3:01
11. Tetovált lány – 4:17
12. Enyém, tiéd, miénk – 3:05
13. Hosszúlábú asszony – 2:50
14. Torta – 2:02
15. Kopaszkutya (Tabán, 1980. október 6.) – 2:35

## Közreműködők
Hobo Blues Band:
- Deák Bill Gyula – ének
- Földes László – ének
- Kőrös József – gitár
- Pálmai Zoltán – dob
- Póka Egon – basszusgitár, gitár
- Szénich János – gitár
- Hangmérnök – Kovács György
- Grafika – Viszt György

A felvétel a MAFILM HUNNIA stúdiójában készült.